# Arkologie

Arkologie-Konzept NOAH: New Orleans Arcology Habitat (Simulation)

Eine Arkologie ist eine aus einem einzigen zusammengehörigen Gebäudekomplex gestaltete Stadt, die eine Einheit aus Architektur und Ökologie bildet. Aus diesen beiden Begriffen wurde auch das Kofferwort „Arkologie“ gebildet.

## Geschichte der Arkologie

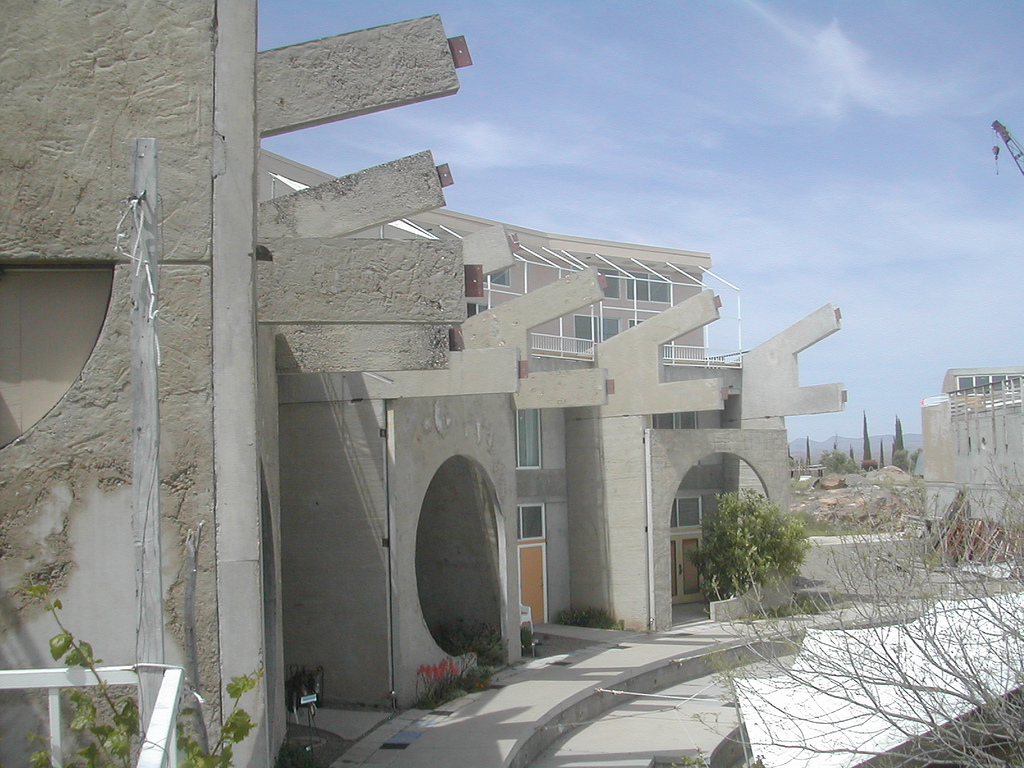
Apartments in Arcosanti

- 1958: Der italienisch-amerikanische Architekt Paolo Soleri beginnt mit der Planung des Mesa-City-Projekts. Dieses Projekt beschreibt eine 2-Millionen-Einwohner-Stadt. Das Projekt wurde niemals verwirklicht. Alle späteren Arbeiten zu Arkologien basieren jedoch auf diesem Projekt, das durch viele Ausstellungen die Aufmerksamkeit der Öffentlichkeit erregte.
- 1969: Die Ergebnisse der Forschung am Mesa-City-Projekt werden in Paolo Soleris Buch Arcology: The City in the Image of Man veröffentlicht. Mit diesem Buch prägt Soleri auch den Begriff der Arkologie.
- 1970: Paolo Soleri beginnt mit dem Bau der ersten Arkologie Arcosanti. Diese Experimentalstadt in Arizona wird bis heute weiterentwickelt. In den folgenden Jahren wird das Konzept immer wieder neuen Erkenntnissen und Entwicklungen angepasst.

## Eigenschaften einer Arkologie
- Die Grundbedürfnisse der Bevölkerung werden unabhängig vom Umland gedeckt. Dinge wie Lebensmittel und Elektrizität werden innerhalb der Stadt produziert.
- Die Stadt ist nach ökologischen Standpunkten erbaut. Das bedeutet zum Beispiel, Abwasser wird innerhalb der Stadt aufgearbeitet, Müll möglichst zentral getrennt und wiederverwertet. Außerdem wird durch die hohe Bevölkerungsdichte kaum Naturland vernichtet.
- Die Stadt ist autofrei. Durch die extrem enge Bebauung sind alle wichtigen Dinge zu Fuß zu erreichen.

## Arkologien in medialer Darstellung
Die Darstellung von Arkologien in den Medien weist meist negative Züge auf und wird häufig mit einer Dystopie in Verbindung gebracht.

### Computerspiele
Arkologien haben sich – neben allen gescheiterten Versuchen, sie real zu verwirklichen – einen festen Platz in (Science-Fiction-) Videospielen geschaffen. So kommt im Ego-Shooter Deus Ex – Invisible War eine Arkologie in Ägypten vor, welche die im Spiel verseuchte Stadt Kairo in eine saubere, seuchenfreie Zone (die Arkologie) und einen verseuchten Teil (Medina) teilt. Verbunden wird diese Darstellung mit einer düsteren Zukunftsvision, in der nur vermögende Menschen in der Lage sind, sich einen Platz in der Arkologie und damit das Überleben zu sichern. In der Science-Fiction Abhandlung von Mass Effect tragen moderne Städte aus arkologischen Wolkenkratzern ab dem Beginn des 22. Jahrhunderts dazu bei, die Umweltverschmutzung auf der Erde zu senken, die Menschen besser vor Umweltkatastrophen zu schützen und dadurch die Lebensqualität merklich zu erhöhen. Im Spiel SimCity 2000 ist es ab der letzten Zeitepoche möglich, Arkologien zu bauen.
- In der Aufbau-Simulation SimCity 2000 (1993) lassen sich Arkologien errichten.[1]
- In den Rollenspielen Pokémon Omega Rubin und Alpha Saphir (2014) ist Malvenfroh City eine Arkologie.
- Das Cyberpunk-Action-Rollenspiel The Ascent (2021) spielt in einer Arkologie.

### Filme
Im Science-Fiction-Film Judge Dredd bietet die verwüstete Erde nur noch in sogenannten „Megacities“, riesigen Arkologien, einigen Menschen Obdach. Eine Verbannung, wie sie der Protagonist Judge Dredd erfährt, ist in der Diegese einem Todesurteil gleichzusetzen. Auch im Film Das fünfte Element kommt eine Form der Arkologie vor, als deren Vorbild man die „Cité Puits“, die Schachtstadt, erkennt. Diese ist ein häufiger Schauplatz in den Werken von Moebius und Alejandro Jodorowsky in deren urbanen Zukunftsvisionen (z. B. Der Incal). Ebenso wird im US-amerikanischen Kinofilm Die Insel eine Gesellschaft dargestellt, die nach einer Atomkontamination in einer streng geregelten Arkologie lebt. Ähnlich wird im Film Flucht ins 23. Jahrhundert von 1977 eine abgekapselt in einer „Kuppelstadt“ lebende Gesellschaft beschrieben, um sich gegen die vermeintlich lebensfeindliche Außenwelt zu schützen und intern strikte Regeln zur Bevölkerungskontrolle durchzusetzen.

### Romane
- Larry Niven, Jerry Pournelle: Todos Santos. Heyne, München 1984, ISBN 3-453-31036-5. Originalausgabe: Oath of Fealty, 1981. 
 (Die Arkologie ‚Todos Santos‘ wird in der Nähe von Los Angeles erbaut, u. a. zum Sammeln von Erkenntnissen zum Bau eines Generationenraumschiffes.)
- Greg Bear: Die Macht der Steine. Heyne, München 1996, ISBN 3-453-10947-3. Originalausgabe: Strength of Stones, 1981. 
 (Autarke Arkologien entledigen sich ihrer Bewohner, weil diese den KI der Städte im Weg sind.)
- Peter F. Hamilton: The Night's Dawn Trilogy: The Reality Dysfunction (1996), The Neutronium Alchemist (1997), The Naked God (1999). 
 Deutsch: Der Armageddon-Zyklus. 
 (Die Bewohner der Erde leben in Arkologien: riesige Städte, die sich über hunderte Quadratkilometer erstrecken, und autark funktionieren. Außerdem schützen sie die Menschen vor dem Wetter eines komplett zerstörten Ökosystems.)

### Rollenspiele
- Im Cyberpunk-Pen-&-Paper-Rollenspiel Shadowrun ist die „Renraku-Arkologie“ im Seattle der 2060er Jahre Schauplatz einiger Geschichten. Darüber hinaus gibt es noch dutzende, wenn nicht gar hunderte, weitere Arkologien. Bei einigen von ihnen handelt es sich allerdings um sogenannten „Mini-Arkologien“, die nicht nur deutlich kleiner als vollständige Arkologien sind, sondern auch nur einige Aspekte einer solchen erfüllen. Darüber hinaus betreibt ein Konzern namens Proteus sogenannte „Arkoblöcke“. Dabei handelt es sich um obeliskenförmige Arkologien, die sie an etlichen Stellen auf der Welt vor den Küsten im Meer errichtet. Die größten von ihnen haben, vom Meeresboden gemessen, eine Höhe von 1,7 Kilometern und könnten theoretisch 500.000 Personen beherbergen. Weiterhin betreiben mehrere Konzerne sogenannte „Aquakologien“, wobei es sich um Arkologien handelt, die sich am Grunde des Meeres befinden. Ein weiterer Konzern betreibt die sogenannte „Artemis Lunar Arcology“ auf dem Mond.
- Noch vor Shadowrun gab es im Rollenspiel Cyberspace von I.C.E. ein Quellenbuch „Chicago Arcology“.